# Дамбе (Мчинджі)
Да́мбе (англ. Dambe) — традиційна громада у складі дистрикту Мчинджі Центрального регіону Малаві.
Населення — 62248 осіб (2018).